# ヒューマン (ヒューマン・リーグの曲)
「ヒューマン」(Human)は、ヒューマン・リーグが1986年にリリースしたシングル。

## 概要
5枚目のスタジオ・アルバム『クラッシュ』からリードシングルとしてリリースされた。ジャム&ルイスのプロデュース。
アメリカでは「愛の残り火」以来4年ぶりの1位を記録。イギリスでも8位を記録した。

## トラックリスト
1. ヒューマン（エクステンデッド・ミックス）
2. ヒューマン（アカペラ）
3. ヒューマン（インストゥルメンタル）

## チャート
| チャート（1986年）               | 最高順位 |
| -------------------------------- | -------- |
| イギリス（全英シングルチャート） | 8        |
| アメリカ（Billboard Hot 100）    | 1        |